# Colle Don Bosco
Colle Don Bosco y Colina Don Bosco es el nombre contemporáneo del antiguo sitio conocido como I Becchi, una vereda o fracción comunal de Castelnuovo Don Bosco, provincia de Asti en el Piamonte de Italia (noroccidente del país). La vereda adquirió renombre a mediados del siglo XIX debido a que es la cuna de Don Bosco, nacido en el lugar el 16 de agosto de 1815 en una casa de propiedad de una familia Biglione en el sitio en donde hoy se levanta el Templo Don Bosco. 

## La tierra natal de Don Bosco
Juan Bosco creció en el lugar (la casa de la imagen)junto a su madre, Margarita Occhiena, su abuela y sus dos hermanos, Antonio y José. Su padre, Francisco Luis Bosco, murió cuando Juan estaba aún muy niño. Es también el lugar en donde Juan tuvo su célebre sueño de los nueve años:

(...) Cuando tenía nueve años, tuve un sueño... ¡Este sueño me acompañó a lo largo de toda mi vida! Me pareció estar en un lugar cerca de mi casa, era como un gran patio de juego de la escuela (...)

En 1828 el muchacho Juan deja I Becchi para iniciar la aventura que lo llevaría a la realización de su sueño y sólo regresaría a su casa para estar con los suyos y para descansar. Cuando Juan llega a ser sacerdote y crea sus apostolados juveniles en Turín, organiza no pocas excursiones con sus muchachos a la colina natal. Siempre se refirió a su casa materna como «La mia casa» («Mi casa») y nunca intentó remodelarla, razón por la cual se conserva en la actualidad tal y como fue vista por el niño Juan Bosco y sus hermanos.

## Estructuras en la Colina Don Bosco
Lógicamente el lugar se convirtió en un centro de pregrinación y atracción turística ligado a la figura internacional de Don Bosco. En este sentido los salesianos han desarrollado diferentes estructuras tendientes a la conservación y promoción de la herencia carismática del educador de Turín.

### «La mia casa»
Su casa natal es uno de los principales sitios vinculados a su vida y, sin duda, el más visitado por los turistas. La casa ha sido integrada en una estructura moderna que, además de exhibir algunos objetos que reflejan los bienes de la familia, ofrece información sobre los salesianos en todo el mundo. Esta pequeña construcción también transporta al visitante a la humildad de la vida campesina de antaño.

### Templos
Al lado del templo surgen otros edificios construidos en el último siglo como la Iglesia de María Auxiliadora y el Museo Campesino, destinado a la conservación de la memoria histórica de la vida agrícola del territorio, sus instrumentos y el monumento a la madre del santo: Margarita Occhiena.
Al centro del conjunto de las edificaciones se forma el Santuario que comprende la Iglesia Superior y la Iglesia Inferior: son edificios recientes que resalen a los últimos treinta años. Fueron construidos de manera clásica interpretados según modelos contemporáneos. Los precede una gran plaza destinada a contener una gran multitud con ocasión de peregrinajes.
Al ingreso de la Iglesia Superior se nota una expresivo monumento formado de una estatua de bronce de Don Bosco, dedicada a él por el cuerpo docente italiano en 1929.
En el interior de la Basílica inferior se conserva la reliquia de Don Bosco

### Museo Misionero Etnográfico
Alrededor del área del santuario se encuentra el Museo Misionero Etnográfico, que exhibe muestras provenientes de todas partes del mundo y es, sin duda, la colección más grande de la provincia de Asti.
Otra serie de edificaciones del área incluyen colegios, escuelas, talleres y campos deportivos y recreativos para jóvenes participantes de actividades de educación técnica.